# Ашагы-Фараджан
Ашагы-Фараджан (азерб. Aşağı Fərəcan) — село в Лачинском районе Азербайджана. Расположено в 6 км от левого берега реки Хакари у юго-западного подножия Карабахского хребта и в 40 км к юго-востоку от районного центра города Лачин.

## История
Село пострадало в ходе Армяно-азербайджанской войны 1918—1920 годов. В конце ноября 1918 года, после того как по требованию англичан Андраник Озанян остановил наступление на Карабах, предпринятое для поддержки местных армянских партизан, местные мусульмане разрушили Гарар и два других армянских села Спитакшен и Петросашен, три остававшиеся армянскими села между Нагорным Карабахом и Зангезуром, разделив тем самым два горных региона.

### Советский период
8 августа 1930 года был образован Лачинский район Азербайджанской ССР. В 1970-х годах Ашагы-Фараджан являлся центром одноимённого сельсовета Лачинского района.
По данным на 1976 год, население села составляло 268 человек. Жители были заняты земледелием и животноводством.

### Постсоветский период
В ходе Карабахской войны, в 1992 году, село перешло под контроль непризнанной Нагорно-Карабахской Республики. Согласно её административно-территориальному делению, входило в Кашатагский район НКР и именовалось Арар или Харар.
1 декабря 2020 года Лачинский район был возвращён Азербайджану, согласно заявлению глав Армении, Азербайджана и России о прекращении боевых действий в Нагорном Карабахе, опубликованному 10 ноября 2020 года

## Население
По Кавказскому календарю 1856 года Гарар (арм. Հարար) — армянское село Зангезурского участка Шемахинской губернии.
Согласно переписи населения Российской империи 1897 года, в селе Гарар (Харал) Зангезурского уезда Елисаветпольской губернии жили 523 человека, все армяне.
Согласно Кавказскому календарю на 1912 год, в 1911 году население составляло 225 человек, армяне.
Согласно Кавказскому календарю на 1915 год, население села к 1914 году составляло 412 человек, также армяне.
В 1921 году в селе жили 55 человек, все армяне.